# Pariser Tonfilmfrieden
Der Pariser Tonfilmfrieden bezeichnet die Vereinbarung die zwischen den beiden Weltmarktführern und Konkurrenten am Tonfilmmarkt der 1930er Jahre, der US-amerikanischen Western Electric und der holländisch-deutschen Küchenmeister-Tobis-Klangfilm-Gruppe getroffen wurde. Die beiden Kontrahenten vereinten zu diesem Zeitpunkt bereits zahlreiche Patente zur Tonfilmaufnahme und -wiedergabe. Durch dieses Abkommen über den Austausch von Patentrechten sollte die Kontrolle der beiden Unternehmen über einen möglichst großen Teil des Tonfilmmarkts gewährleistet werden.

## Hintergrund
Da weltweit Geräte verschiedener Hersteller zur Filmaufnahme und -wiedergabe verwendet wurden, was den Herstellern ein Dorn im Auge war, da sie darauf bestanden, dass nur Geräte desselben Herstellers zur Wiedergabe verwendet werden dürften, der auch die Aufnahmegeräte hergestellt hat, traf man nach von 19. Juni bis 22. Juli 1930 dauernden Verhandlungen jene Vereinbarung, die als „Pariser Tonfilmfrieden“ bekannt wurde. Die bisherige Situation, dass Kinobesitzer wie Marktkonkurrenten auf Patentverletzung oder Lizenzverstoße verklagt wurden, sollte vorbei sein. Es wurden die Aufteilung des Weltmarktes untereinander, die „Interchangeability“ und ein gemeinsames Vorgehen gegen unlauteren Wettbewerb und Patentverletzungen Dritter vereinbart. Lizenzzahlungen an die jeweiligen Patentinhaber der Filmvorführgeräte waren zwar weiterhin notwendig, jedoch war es nun gestattet Apparate eines jeden am Abkommen beteiligten Unternehmens zu verwenden. Hierbei wurden jedoch die weltweit zahlreichen kleinen Hersteller nicht berücksichtigt. Auch über die Höhe von etwaigen Lizenzzahlungen wurde nichts vereinbart.

## Vereinbarungen
In einem Memorandum wurden folgende Punkte vereinbart:
1. Offener Markt für alle Filme auf der ganzen Welt
2. Aufteilung des Weltmarktes für die Lieferung von Tonfilmapparaten in zwei Zonen (eine für Western Electric, eine für Küchenmeister-Tobis-Klangfilm) sowie eine freie Konkurrenzzone
3. Austauschbarkeit: Jeder Film darf mit Apparaten jedes Systems gezeigt werden; gegebenenfalls sind jedoch Lizenzzahlungen an den jeweiligen Patentbesitzer fällig
4. Gegenseitiger Austausch der Patente zum Zwecke der Entwicklung besserer Geräte zwischen R.C.A., Western Electric und Küchenmeister-Tobis-Klangfilm. Das sind jene folgender Unternehmen: Electrical Research Products Inc., R.C.A. Photophone Inc., Columbia Pictures, Educational Pictures, Fox Film Corporation, Paramount Publix Corporation, Radio Keith Orpheum Corporation, United Artists Corporation, A.E.G., Siemens & Halske, Universal Pictures Corporation, Tiffany Steel, Pathé Exchange Inc., Metro Goldwyn Picture Corporation, Küchenmeisters Internationale Maatschappij voor Sprekende Films, Tonbild-Syndikat A.-G.

## Aufteilung des Weltmarktes
Zahlreiche Länder wurden zwischen Western Electric, der neben eigenen auch die Patente von General Electric vereinnahmte, und der Küchenmeister-Tobis-Klangfilm-Gruppe, die die Patente von Klangfilm GmbH, Siemens, AEG und Polyphon vereinte, exklusiv für die Belieferung mit Tonfilmapparaten aufgeteilt. Im Folgenden nicht genannte Länder galten als „freies Konkurrenzgebiet“.
- Western Electric: Vereinigte Staaten, Kanada, Australien, Neuseeland, Indien und Russland.
- Küchenmeister-Tobis-Klangfilm: Deutschland, Danzig, Österreich,[2] Schweiz, Holland, Holländisch-Indien, Dänemark, Ungarn, Jugoslawien, Tschechoslowakei, Schweden, Norwegen, Finnland, Bulgarien und Rumänien.